# William Leander Byrd
William Leander Byrd (Marshall, Mississipi, 1844 - 1915) fou governador chickasaw. Mestís de chickasaw i anglès, treballà en la seva granja fins que es va enllistar en l'exèrcit confederat el 1864. Es casà amb una choctaw i esdevingué líder dels chickasaw "purs" (no mestissats), i aconseguí així ser cap dels xickasaw el 1888-1892. Intentà infructuosament ser escollit novament el 1902, i com no ho aconseguí es retirà als seus negocis.